# Alvarengamiris
Alvarengamiris is een geslacht van wantsen uit de familie van de Miridae (Blindwantsen). Het geslacht werd voor het eerst wetenschappelijk beschreven door José Cândido de Melo Carvalho in 1991.

## Soorten
Het genus bevat de volgende soorten:

- Alvarengamiris alvarengai Carvalho, 1991
- Alvarengamiris kemberi Costa & Couturier, 2002
- Alvarengamiris margaridae Costa & Couturier, 2002